# Sasse Feinbrennerei
Die Sasse Feinbrennerei (im Handelsregister Theo Sasse e.K.) ist ein seit über 300 Jahren bestehender und in Familienbesitz befindlicher Brennereibetrieb im münsterländischen Schöppingen. Es ist eine der letzten noch verbliebenen voll integrierten Brennereien im Münsterland, einer früheren Hochburg der Kornbrennerei in Deutschland. Das Unternehmen führt neben der eigenen Roh- und Feinbrand-Destillation auch die Mazeration von Kräuterauszügen und die Destillation von heimischen Wacholderbeeren sowie die Spirituosenherstellung und Abfüllung an einem Standort durch. Schwerpunkt ist die Herstellung von Aperitif- und Digestifprodukten. Hauptprodukt ist ein Kornbrand.

## Geschichte
Im Jahr 1707 wurde der Betrieb einer Brennerei und Brauerei durch die Familie Wilmink erstmals urkundlich erwähnt. 1778 pachtete der Kaufmann Bernd Anton Wilmink II. die Schöppinger Stadtmühle. Im Jahr 1857 heiratete Elisabeth Wilmink Franz Anton Sasse, der fortan die Geschäfte der Kornbrennerei leitete. Er erweiterte sie 1885 und stellte die erste Dampfmaschine in Schöppingen auf. 1918 übernahm Theo Sasse den elterlichen Betrieb.
Im Jahr 1972 wurde das alte Firmengelände zu klein und es erfolgte ein Neubau mit moderner Brennanlage. Nach dem Tod von Theo Sasse 1976 übernahm sein Sohn Ernst Sasse den Betrieb und richtete ihn neu aus. 1987 führte er die alte Technik des Barriqueausbaus versuchsweise für einen Edelkorn wieder ein. Nach zehnjähriger Entwicklungsphase wurde 1997 der „Münsterländer Lagerkorn V.S.O.P.“ nach altem Rezept herausgebracht.
Im Jahr 2022 wird das Familienunternehmen in der 15. Generation von Rüdiger Sasse geführt. Das Unternehmen ist auf die Herstellung von hochwertigen Kornbränden spezialisiert. Das Kernprodukt der Feinbrennerei ist mindestens vier Jahre gereifter Lagerkorn. Die Brennerei trägt den Titel „World Class Brennerei“ und stellte beim World Spirits Award 2022 zwei „Spirits of the Year“.

## Auszeichnungen
- 2004: Goldmedaille beim World Spirits Award
- 2008, 2009: Publikumspreis bei „Westfälisches Produkt des Jahres“
- 2012, 2015, 2016, 2017, 2018, 2021 und 2022: Auszeichnung als „World-Class Distillery“[2][3][4][5]
- 2018: Zwei Goldmedaillen beim Craft Spirits Festival Destille Berlin[6]
- 2020: „Distillery of the Year“
- 2020: „Spirit of the Year“ für Cigar Special
- 2021: Zwei Goldmedaillen beim Craft Spirits Festival Destille Berlin[7]
- 2021: „Worlds Best Craft Distillery 2021“[8] ausgezeichnet
- 2021: „Best in Class“ in der Kategorie der Getreidebrände[9]
- 2022: „Spirit of the Year“ für Lagerkorn Atlantik Finish[10]
- 2022: NJU Korn Fruchtig als „Spirit of the Year“ in der Kategorie der nicht gereiften Kornbrände ausgezeichnet[11]
- 2022: Fünf Goldmedaillen bei den World Spirits Awards 2022[12]